# 대한민국 형사소송법 제223조
대한민국 형사소송법 제223조는 고소권자에 대한 형사소송법의 조문이다.

## 조문
제223조(고소권자) 범죄로 인한 피해자는 고소할 수 있다.

## 참고 문헌
- 손동권 신이철, 새로운 형사소송법(초판, 2013), 세창, 2013. ISBN 9788984114081